# 广州宾馆
广州宾馆（俗称“27层”）位于中华人民共和国广州市广州起义路南端，是一间三星级酒店。占地面积4300平方米，建筑面积3.6万平方米，营业面积2.65万平方米。有345间客房及中餐厅2个，还有宴会中心、会议室、商务中心、桑拿按摩、卡拉OK、沐足、棋牌、商场等配套服务设施。最早其作为中国进出口商品交易会的中国出口商品陈列馆会址（其西侧广州起义路对面）配套的住宿酒店而兴建。

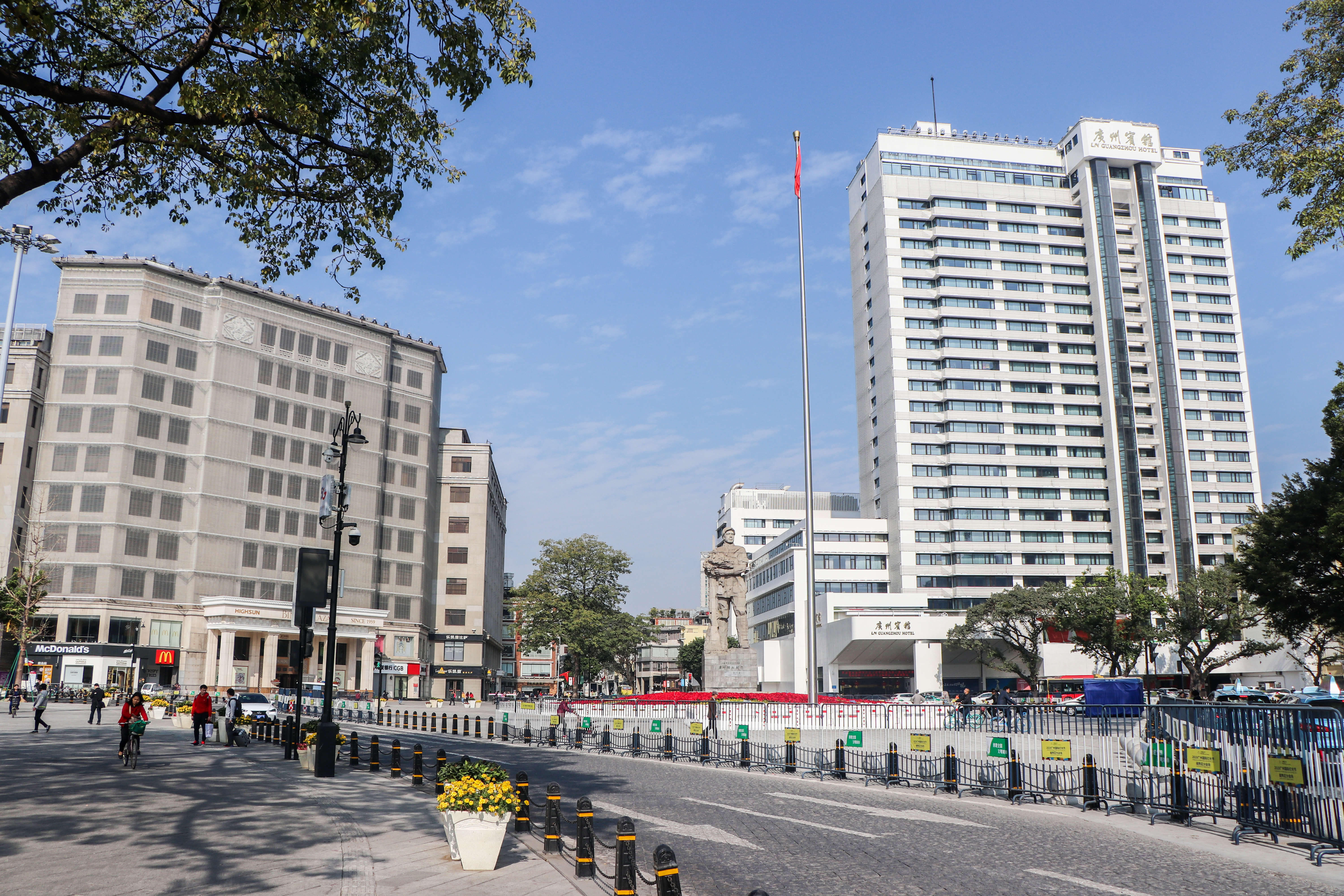
左侧建筑为中国出口商品陈列馆（现海印缤纷广场），右侧建筑为广州宾馆，中间雕像为广州解放纪念碑

## 历史
1959年起，广交会迁至海珠广场北侧的中国出口商品陈列馆（起义路馆）举行，为解决参展商住宿问题，1965年，总理周恩来决定由中央出资，在展馆对面兴建一座大型宾馆。宾馆的最初设计方案，是一栋总体布局与西侧中国出口商品陈列馆（起义路馆）呈平面对称的建筑，最终选用了“一”字形的不对称平面布局方案。广州宾馆于1968年4月建成，主楼共27层、高86.51米，为1968年至1976年中国大陆最高建筑。